# Hamatora
Hamatora (jap. ハマトラ) – tradycyjny styl mody, który narodził się w Motomachi w Jokohamie i był popularny od końca lat 70. do początku lat 80. XX wieku. „Hamatora” to skrót od „Tradycja Jokohamy” (横浜トラディショナル). Odnosi się do unikalnego, skoordynowanego stylu studentek, które gromadziły się w rejonie Motomachi. Była to moda preferowana głównie przez studentki i młode kobiety.
Styl ten został spopularyzowany przez znane w Jokohamie butiki, takie jak Kitamura, Mihama i Fukuzō.

## Historia
Uważa się, że ojcem chrzestnym „Hamatora” był Akira Amakasu (były wiceprezes japońskiego wydawnictwa Magazine House), pochodzący z Isezakichō w Jokohamie, który był również redaktorem naczelnym magazynu o modzie damskiej „an·an”.
Uwaga przyciągnięta przez kobiece magazyny modowe, takie jak „an·an” i jego rywal „non-no”, a także „JJ”, w którym pojawiły się artykuły na temat „Hamatora”, doprowadziły do ogromnego boomu, a marki modowe ze sklepami w Motomachi stała się znane w całej Japonii. W magazynie „JJ” można przeczytać, że „Hamatora rozprzestrzeniła się od studentek do pracujących kobiet”. Innymi słowy, można założyć, że najpierw rozprzestrzeniła się jako moda kampusowa wśród studentek, a następnie również na kobiety pracujące w biurach i innych zawodach.
Marki z głównymi butikami w pasażu handlowym Motomachi były standardem, a ubrania Fukuzō, buty Mihama i torebki Kitamura były znane jako „trzy święte skarby” mody „Hamatora”. Styl ten przeżywał swój rozkwit w późnych latach 70. i wczesnych 80. XX wieku.

## Ubiór
Charakteryzuje się schludnym i eleganckim, kobiecym wyglądem, opartym na koordynacji studentek prywatnego żeńskiego Uniwersytetu Ferris w Jokohamie. Trzy podstawowe elementy „Hamatora” to ubrania od słynnej lokalnej marki Fukuzō, buty od Mihama i torby od Kitamura.
Podstawową formą mody „Hamatora” jest koszulka polo (kamizelka lub kardigan) i spódnica do kolan (często w kratę) od Fukuzō, buty (na niskim obcasie, nierzadko łączone długimi skarpetkami) od Mihama i torebka od Kitamura. Moda studencka była popularna w tamtym czasie i wiele czytelniczek pojawiło się w magazynie „JJ” w ubraniach „Hamatora”. Innymi popularnymi przedmiotami były szaliki Fukuzō z ręcznie haftowanymi konikami morskimi i dobrze skrojone płaszcze Kayo.